# Châtillon-sur-Colmont
Châtillon-sur-Colmont település Franciaországban, Mayenne megyében. Lakosainak száma 960 fő (2022. január 1.). Châtillon-sur-Colmont Brecé, Oisseau, Placé, Saint-Denis-de-Gastines, Saint-Georges-Buttavent, Saint-Mars-sur-Colmont és Vautorte községekkel határos.

## Népesség
A település népességének változása:
| Lakosok száma | 1378 | 1086 | 1045 | 968  | 1037 | 1041 | 1024 | 979  | 973  | 960  |
|               | 1968 | 1982 | 1990 | 2006 | 2013 | 2015 | 2017 | 2019 | 2020 | 2022 |